# Panhard & Levassor Type X30
Der Panhard & Levassor Type X30 ist ein Pkw-Prototyp. Hersteller war Panhard & Levassor in Frankreich.

## Beschreibung
Die Fahrzeuge haben einen ventillosen Schiebermotor nach einer Lizenz von Charles Yale Knight. Im Motorcode „K4C“ steht das „K“ für Knight und die „4“ für die Anzahl der Zylinder.
Der Vierzylinder-Reihenmotor hat 58 mm Bohrung, 105 mm Hub und 1110 cm³ Hubraum. Er wurde auch 6 CV genannt. Die Leistung des Frontmotors wird über eine Kardanwelle an die Hinterachse übertragen.
Das Fahrzeug wurde 1917 hergestellt. In Serienproduktion ging das Modell als Type X32.